# هلند هابسبورگ

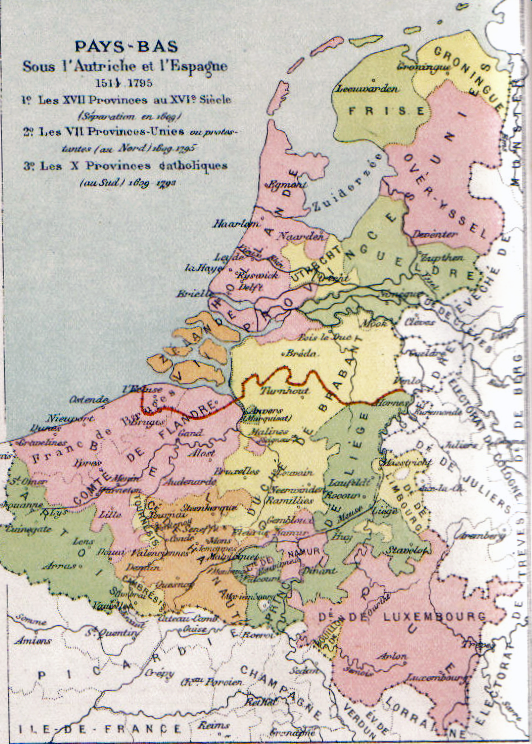
هلند هابسبورگ

به دنبال مرگ ماری بورگوندی در ۱۴۸۲، سرزمین‌های زیر فرمان او به پسرش فیلیپ زیبا رسید. از آن جا که پدر فیلیپ، ماکسیمیلیان یکم، امپراتور مقدس روم بود، در نتیجه پادشاهی هابسبورگ‌ها بر هلند آغاز شد.
هلند هابسبورگ تمام ناحیهٔ کشورهای سفلی (هلند، بلژیک و لوکزامبورگ امروزی) را از ۱۴۸۲ تا ۱۵۵۶/۱۵۸۱ میلادی در بر می‌گرفت. این حکومت، بعدها هلند اسپانیا و هلند اتریش نیز نامیده شد. 
این مناطق در سال ١۵۴٩ به هفده استان معروف شدند، این شعبات از سال ١۵۵۶ توسط شاخه اسپانیایی هابسبورگ اداره می‌شدند، از آن زمان به بعد هلند اسپانیا شناخته می‌شد. در سال ١۵٨٢، در دوران شورش هلند، هفت استان متحد از بقیه این سرزمین جدا شده و جمهوری هلند را تشکیل دادند. باقیمانده هلند جنوبی اسپانیا پس از تصرف توسط اتریش بر اساس معاهده راشتات، در سال ١٧١۴ به هلند اتریش تبدیل شد.
هلند هابسبورگ توسط دوک بورگوندی (۱۵۰۶–۱۵۵۵)، پادشاه اسپانیا (۱۵۵۵–۱۷۰۶) و آرشیدوک اتریش (۱۷۱۶–۱۷۹۴) اداره می‌شد. این حاکمان از طرف خود، برای این ناحیه فرمانداری می‌گزیدند.
با همه شورش‌های کوتاه مردم هلند علیه تسلط دودمان هابسبورگ، از ژانویه تا دسامبر ۱۷۹۰ میلادی برای پیوستن به ایالت‌های متحد بلژیک، این سرزمین تحت سیطرهٔ این دودمان برجای ماند. حکومت دوفاکتو هابسبورگ با الحاق جمهوری اول انقلابی فرانسه در سال ۱۷۹۵ به پایان رسید. با این حال، اتریش تا سال ۱۷۹۷ در پیمان کامپو فورمیو از ادعای خود بر استان صرف نظر نکرد.